# Laminci Jaružani
Laminci Jaružani je naseljeno mjesto u sastavu općine Bosanska Gradiška, Republika Srpska, BiH.

## Stanovništvo
| Laminci Jaružani   |              |
| Godina popisa      | 1991.        |
| Srbi               | 386 (97,97%) |
| Hrvati             | 2 (0,51%)    |
| Muslimani          | 0            |
| Jugoslaveni        | 6 (1,52%)    |
| ostali i nepoznato | 0            |
| ukupno             | 394          |